# Pieter van Royen
Pieter van Royen ( 1923, Lahat, Sumatra, Indonesia -2002) fue un botánico neerlandés de origen indonesio. Fue el más imporntante especialista en la familia de Podostemaceae.
Con diez años, su familia de origen europeo, se muda a Holanda. Obtiene su B.S., M.Sc. y por fin su Ph.D. en 1951 en la Universidad de Utrecht. Entre 1951 y 1962 es Botánico Mayor del "Herbario Rijksherbarium", de Leiden. Y de 1964 a 1965 fue Jefe de la "División de Botánica" y Director del Jardín botánico de Lae, Papúa Nueva Guinea; y botánico del "Herbario Queensland" de Brisbane, Australia. En 1967, el Dr. van Royen trabaja en el "Departamento de Botánica" del "Museo Bishop de Hawaii", como botánico y llegando a Director de Departamento. Se retira del "Museo Bishop" en 1983.
Fue un importante recolector de flora en el oeste de Europa (entre 1948 a 1956), Escandinavia (1950), Nueva Guinea (1954), Batanta (1954) & Waigeo (1955), Hawái (1967),nuevamente Nueva Guinea (de 1962 a 1965). (enlace roto disponible en Internet Archive; véase el historial, la primera versión y la última).

## Algunas publicaciones
- 1951. The Podostemaceae of the New World. I. Meded. Bot.Mus.Herb.Rijks Univ. Utrecht. 107: 1-151
- 1953. The Podostemaceae of the New World. II. Acta Bot. Neerl. 2 (1): 1-21
- 1954. The Podostemaceae of the New World. III. Acta Bot. Neerl. 3: 215–263
- 1969. The genus Rubus [Rosaceae] in New Guinea, Vaduz, Cramer
- 1971. Royen, P van; PR Reitz. Podostemáceas. En PR Reitz. (ed.) Flora Illustrada Catarinense 1ª (5): 2-36. Itajai, Santa Catarina
- 1972. Sertulum Papuanum 17. Corsiaceae of New Guinea and surrounding areas. En: Webbia 27: S. 223–255
- 1979. The alpine flora of New Guinea, Vaduz, 1979, ISBN 3-7682-1244-0
- 1984. Genus Corybas (Orchidaceae in Its Eastern Areas), 1984, ISBN 3-7682-1367-6
- La abreviatura «P.Royen» se emplea para indicar a Pieter van Royen como autoridad en la descripción y clasificación científica de los vegetales.[1]

Tuvo una sorprendente producción de 812 registros, en la identificación y clasificación de nuevas especies, las que publicaba habitualmente en : Kew Bull.; Alpine Fl. New Guinea; Bot. Not.; Blumea; Acta Bot. Neerl.; Meded. Bot. Mus. Herb. Rijks Univ. Utrecht; Nova Guinea; Fl. Nouv.-Calédonie & Dépend.; Gard. Bull. Singapur; Webbia; Corybas (Phanerogam. Monogr.)